# Никольская канава
Нико́льская кана́ва — малая река в Городском округе Балашиха, правый приток Чечёры. Своё название получила от дачного посёлка Никольско-Архангельский.
Длина реки составляет 5-6 км, ширина около устья — один метр. Верховья засыпаны, водоток частично убран в подземный коллектор. Исток располагался в заболоченной местности восточнее железнодорожной станции Реутово. В открытом русле водоток проходит Николо-Архангельское кладбище и Салтыковский лесопарк. На территории лесопарка протекает через Блюдечкин пруд и далее по административной границе города Москвы, в 500 метрах к северу от промышленной зоны Руднево. Впадает в Чечёру западнее Фенинского кладбища.